# 王貴人

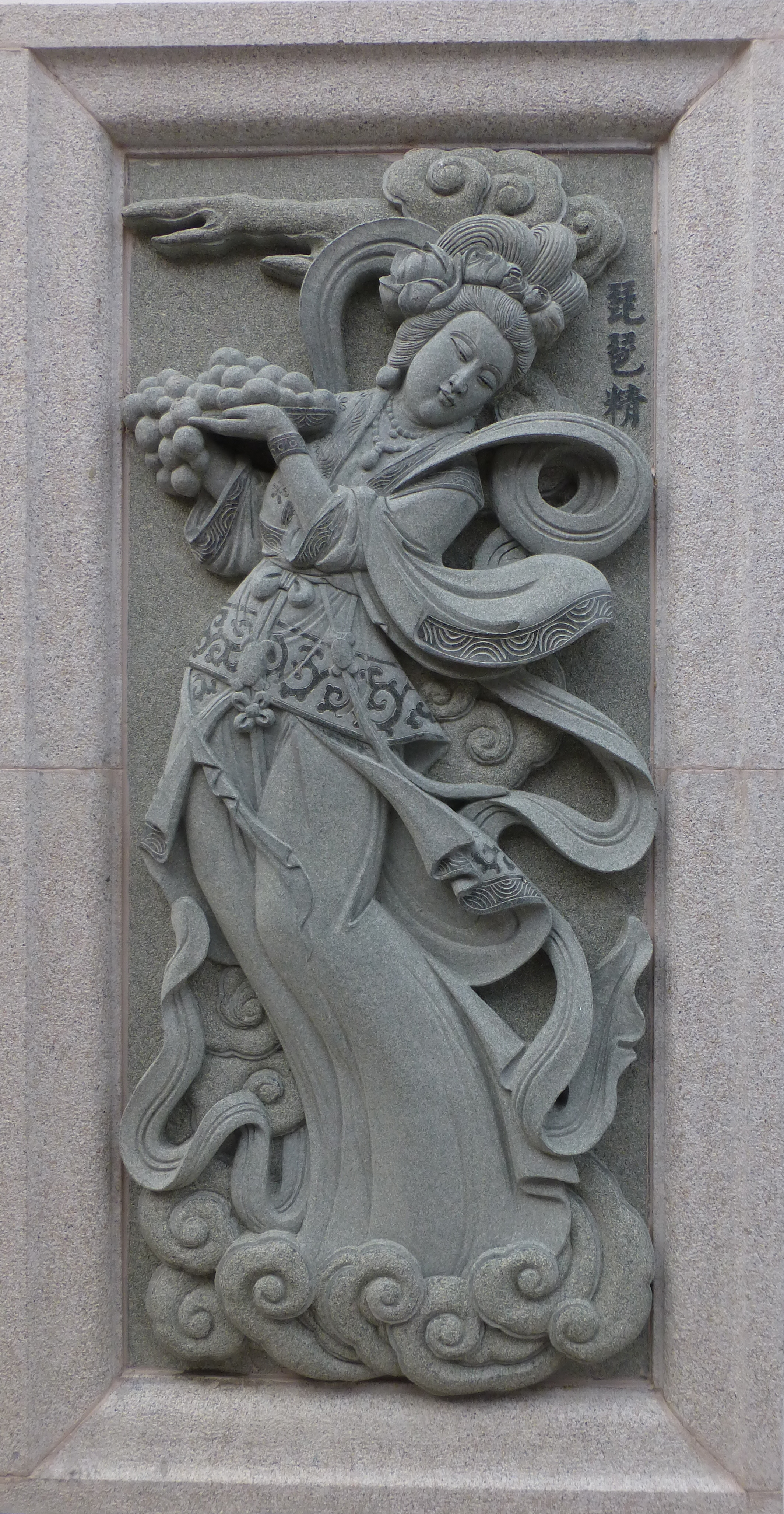
王貴人（琵琶精）

王貴人（おうきじん）は、中国明代の神怪小説『封神演義』に登場する女性で、女媧（じょか）によってつかわされた三妖妃のうちの一人である。琵琶（びわ）の妖怪。琵琶精（びわせい）と称される。

## 概要
軒轅墳（けんえんふん）に住む玉石琵琶精（ぎょくせきびわせい）がその正体であり、妲己（だっき）の一番下の義妹格として登場する。妲己（千年狐狸精）、胡喜媚（九頭雉鶏精）と共に女媧の命令を受けて商王朝の命数を縮めるためにはたらく。
第十六回「姜子牙火焼琵琶精」で占い師である姜子牙の三昧真火によって正体を見破られてしまう（姜子牙はこの手際を称賛されて一躍有名になる）。妲己の手引きにより、妖力をたくわえるため琵琶のかたちのまま摘星楼（てきせいろう）に置かれ五年後に復活。その後、鹿台（ろくだい）の完成にあわせ美女に化けて王宮に入り、紂王を惑わした。
第九十六回では妲己らと共に朝歌に迫る西岐軍に襲われた際、甲冑を身にまとい桃花馬に乗り、一振りの繍鸞刀を振りまわして闘うが、最期は女媧の縛妖索（ばくようさく）によって捕縛され、韋護に斬首された。